# Remipedia
Die Remipedia stellen eine Klasse innerhalb der Krebstiere dar. Bislang sind aus dieser erst in den 1980er Jahren entdeckten Tiergruppe vierundzwanzig Arten bekannt, weitere werden in Höhlen mit Meereskontakt erwartet. Alle bisher gefundenen Arten sind auf die Tropen beschränkt.

## Lebensweise der Remipedia
Die Remipedia wurden bei Tauchgängen in von Meerwasser überfluteten Kalksteinhöhlensystemen auf den Bahamas und der Halbinsel Yucatán (hier "Cenotes" genannt) sowie in Lavatunneln auf Lanzarote entdeckt, später auch in ähnlichen Lebensräumen in Westaustralien (Bundera Sinkhole, Cape Range Peninsula). Gemeinsames Merkmal dieser Höhlen ist die Verbindung zum Meer sowie der Zugang vom Land. Aus diesem Grunde wird in den Höhlen das tiefe Meerwasser durch Süß- und Brackwasser überlagert (anchialine Höhlen). Die Remipedia leben dabei immer in der sauerstoffarmen Meerwasserzone unterhalb der Schichtungsgrenze. Der Lebensraum ist recht lebensfeindlich und dadurch nahrungsarm.
Die Tiere leben räuberisch und fangen mit ihren Mundwerkzeugen kleinere Krebse. Dieses Verhalten wurde mit einer Garnele beobachtet, die von den Maxillen und Maxillipeden ergriffen und zum Mund geführt wurde. Mit ihren Schwimmbeinen bewegen sie sich durch das Wasser, wobei die Beine in einer Wellenbewegung fortlaufend geschlagen werden. Dieses Schwimmverhalten kann bei der Flucht in einen synchronen Schlag umgewandelt werden.

## Bau der Remipedia
Die Remipedia sind farblose und augenlose Höhlentiere, die eine Körperlänge von 9 bis 45 Millimetern erreichen. Ihr Körper ist in einen Kopf und einen Rumpf gegliedert, wobei der Rumpf aus einer hohen Anzahl von Segmenten (bei den bekannten Arten 16 bis 38) besteht. Diese Rumpfsegmente sind alle mit in sich gleichartigen doppelästigen Schwimmbeinen bestückt, wobei die beiden Äste (Endopodit und Exopodit, siehe auch Spaltbein) etwa gleich lang sind, die Extremitäten nehmen zum Hinterende hin an Länge ab. Gliedmaßenknospen an den hintersten Segmenten auch an geschlechtsreifen Tieren deuten darauf hin, dass die Tiere auch nach der Geschlechtsreife bei jeder Häutung Segmente hinzugewinnen. Das letzte Körpersegment, das Telson, trägt auf jeder Seite einen Anhang, die gemeinsam als Furca (auch Furka, lat. „Gabel“) bezeichnet werden. Die Anatomie mit lediglich zwei Körperabschnitten (Tagmata) und die hohe Anzahl in sich gleichartiger Rumpfgliedmaßen gelten als Anzeichen eines besonders altertümlichen, wenig abgewandelten Körperbaus.
Der Kopf (Cephalon), in den das erste Rumpfsegment verschmolzen ist (erkennbar an einem Maxillipeden als Mundwerkzeug), ist von einem Kopfschild bedeckt. Die 1. Antenne ist zweiästig und relativ lang. Sie besitzt ein vergrößertes Grundglied, an dem mehrere Reihen von Sinnesrezeptoren (Aesthetasken) sitzen. Die 2. Antenne besteht ebenfalls aus zwei Ästen, wobei der Exopodit blattförmig und ständig Wasser über die Sinneszellen leitet. Die Mandibeln besitzen einen beweglichen Teil (Lacinia mobilis) und die beiden Maxillen sowie der Maxilliped sind als einästige Greifwerkzeuge konstruiert. Die 1. Maxille trägt die Öffnung einer großen Drüse, die vermutlich Verdauungsenzyme produziert.

## Fortpflanzung und Entwicklung
Die Remipedia sind (simultane) Zwitter. Sie besitzen ein Ovar oberhalb des Darmes mit Ausführgängen am Protopoditen des Beinpaars am 7. Rumpfsegment sowie Hoden mit Ausführgängen im Bereich des 14. Rumpfsegments. Dabei sind die Spermien in Spermatophoren zu jeweils sechs Spermien zusammengefasst. Über die Paarung der Remipedia ist bislang nichts bekannt.
Die Entwicklung ist bisher bei einer Art Pleomothra apletocheles, beschrieben worden, ihre Erforschung ist schwierig, weil sich die Tiere im Labor nicht lange lebend halten und gar nicht züchten lassen. Erstes Larvenstadium ist ein (Ortho-)Nauplius. Die weitere Entwicklung erfolgt über mindestens vier Metanauplius-Stadien. Bisher wurde nur ein einziges älteres Jungtier gefunden, das in seiner Morphologie bereits den adulten Tieren ähnelt. Bis zu diesem Stadium nehmen die Larven keine Nahrung auf, sie leben vom Dottervorrat aus dem Ei. Die Existenz weiterer Larvenstadien ist möglich, sie sind aber bisher nicht gefunden worden.

## Systematik der Remipedia
Alle lebenden Remipedia gehören zur Ordnung Nectiopoda. Für zwei ausgestorbene, fossile Arten aus dem Karbon wurde die Ordnung Enantiopoda eingerichtet. Die lebenden Arten werden in drei Familien: Speleonectidae, Godzilliidae und Micropacteridae, mit insgesamt acht Gattungen eingeteilt.
Die Stellung der Remipedia innerhalb des Systems der Krebstiere wird sehr kontrovers diskutiert. Verschiedene Taxonomen haben aus dem einfachen Körperbau den Schluss gezogen, dass es sich um eine besonders urtümliche Gruppe handelt, die basal innerhalb der Krebstiere, eventuell als Schwestergruppe aller anderen Crustacea, anzuordnen wäre. Die gleichfalls einfach gegliederten Cephalocarida wurden auch vielfach als Schwestergruppe betrachtet. Zahlreiche andere Gruppierungen, z. B. mit den Cirripedia oder den Malacostraca als Schwestergruppe werden aber zurzeit diskutiert. In einigen Analysen gelten sie sogar als Schwestergruppe der Hexapoda (auch der Diplura oder Collembola), wären also ein basales Taxon der Tetraconata insgesamt und würden gar nicht zu den Krebstieren (im engeren Sinn) zählen. Wenn eine dieser Hypothesen zuträfe, wäre die einfache Körpergliederung eher als sekundäre Vereinfachung zu betrachten.